# 歐陽駿
歐陽駿（？—1887年），廣東新會人，清朝官員。監生出身。

## 生平
光緒十二年（1886年）接替潘文鳳擔任台灣府南路撫民理番同知。駐紮台東卑南的台灣理番撫民同知，專司負責東台灣治安與原住民事務。次年因病卒於任內。
據說卑南理番同知歐陽駿，曾謀劃開拓水尾（今天花蓮瑞穗鄉）地方，計畫往來行駛汽船，且卑南廳改稱台東州後將知府衙門設在水尾，當時此案已獲批准，卻因歐陽駿去世而中止；水尾地方曾設置撫墾分局管轄璞石閣至花蓮港。